# Jean Prahm
Jean Prahm, z domu Racine (ur. 20 września 1978 w Waterford) – amerykańska bobsleistka, a początkowo (jako juniorka) saneczkarka, zdobywczyni medali na mistrzostwach świata, dwukrotna zwyciężczyni Pucharu Świata w bobslejach, uczestniczka olimpiad w Salt Lake City (5. miejsce) oraz w Turynie (6. miejsce).
15 listopada 2005 wyszła za mąż za Ryana J. Prahma i zmieniła nazwisko z Racine na Prahm. Jako zawodniczka występowała również pod nazwiskiem Jean Racine-Prahm. Po igrzyskach w Turynie wycofała się z uprawiania sportu. Ma trójkę dzieci.

## Wyniki
- 2. miejsce w Pucharze Świata w bobslejach 1998/1999
- 1. miejsce w Pucharze Świata w bobslejach 1999/2000
- srebrny medal na Mistrzostwach Świata FIBT 2000
- 1. miejsce w Pucharze Świata w bobslejach 2000/2001
- srebrny medal na Mistrzostwach Świata FIBT 2001
- 3. miejsce w Pucharze Świata w bobslejach 2001/2002
- 1. miejsce w Pucharze Świata w bobslejach 2003/2004
- brązowy medal na Mistrzostwach Świata FIBT 2004